# Мураяма (Ямаґата)

38°29′ пн. ш. 140°23′ сх. д. / 38.483° пн. ш. 140.383° сх. д.
Мурая́ма (яп. 村山市, むらやまし, МФА: [muɾajama ɕi̥]) — місто в Японії, в префектурі Ямаґата.

## Короткі відомості
Розташоване в центрально-східній частині префектури, на берегах річки Моґамі. Виникло на базі декількох населених пунктів: середньовічного призамкового містечка Татеока самурайського роду Моґамі, а також постоялого містечка Девського шляху. Основою економіки є сільське господарство. Станом на 1 жовтня 2008 площа міста становила 196,83 км². Станом на 1 січня 2009 населення міста становило 27 354 осіб.